# Wild Gremlinz
Wild Gremlinz è il secondo album del rapper statunitense del Queensbridge Nature, pubblicato il 28 maggio 2002 e pubblicato dalla Sequence Records. In Europa l'album è distribuito da Universal Records. L'album entra nella Billboard 200, nella classifica degli album R&B/hip hop e in quella delle produzioni indipendenti, dove si ferma appena sopra la top ten. A differenza dell'album d'esordio la produzione è affidata a nomi sconosciuti nel panorama commerciale e non ci sono ospiti di rilievo. Secondo una recensione positiva di Allmusic è proprio questo lo scopo dell'album, Nature lo chiarisce fin dalle prime battute, aprendo il disco con una risata e con un ringraziamento ai suoi ascoltatori. «[Nature] espone da subito la sua missione, dichiarando che "questa non è la mer*a della radio, questo è l'hip hop dell'angolo della strada". Nature s'immerge in scenari reali di strada senza sembrare uno spaccone, un fake o un esibizionista.»
| Recensione | Giudizio |
| ---------- | -------- |
| AllMusic   | positiva |

## Tracce
La musica è di Chin (tracce 1-3, 6-7, 13-14) e Blanco (tracce 8, 11-12), eccetto dove indicato. Co-produzione di Wild Gremlinz (tracce 1-3, 6-8, 11-14).
1. Intro – 1:27
2. The Wake Up – 1:03
3. Wild Gremlinz (featuring Dog, Masta & Young Katz) – 3:20
4. So Fresh – 3:54 (musica: Now & Laterz, Wild Gremlinz)
5. The Ride – 3:07 (musica: SPK)
6. I Don't Give a Fuck – 1:35
7. Take That (featuring GS) – 5:12
8. Love That Hoe (featuring Bar & Young Katz) – 3:24
9. What Cha Know – 3:26 (musica: Megahertz)
10. Get Gully (featuring Bars) – 4:12 (musica: Darrell "Digga" Branch)
11. Who R U? (featuring Killz & Sabotage) – 4:21
12. Supa High – 3:39
13. Life & Death – 4:16
14. Coming Home With Me (featuring Killz) – 4:24
15. Disturbin' the Peace – 4:04 (musica: Jay Garfield)

Durata totale: 51:24

## Classifiche
| Classifica (2002)         | Posizione massima |
| ------------------------- | ----------------- |
| Stati Uniti               | 150               |
| US Independent Albums     | 9                 |
| US Top R&B/Hip-Hop Albums | 21                |